# Варненський вільний університет

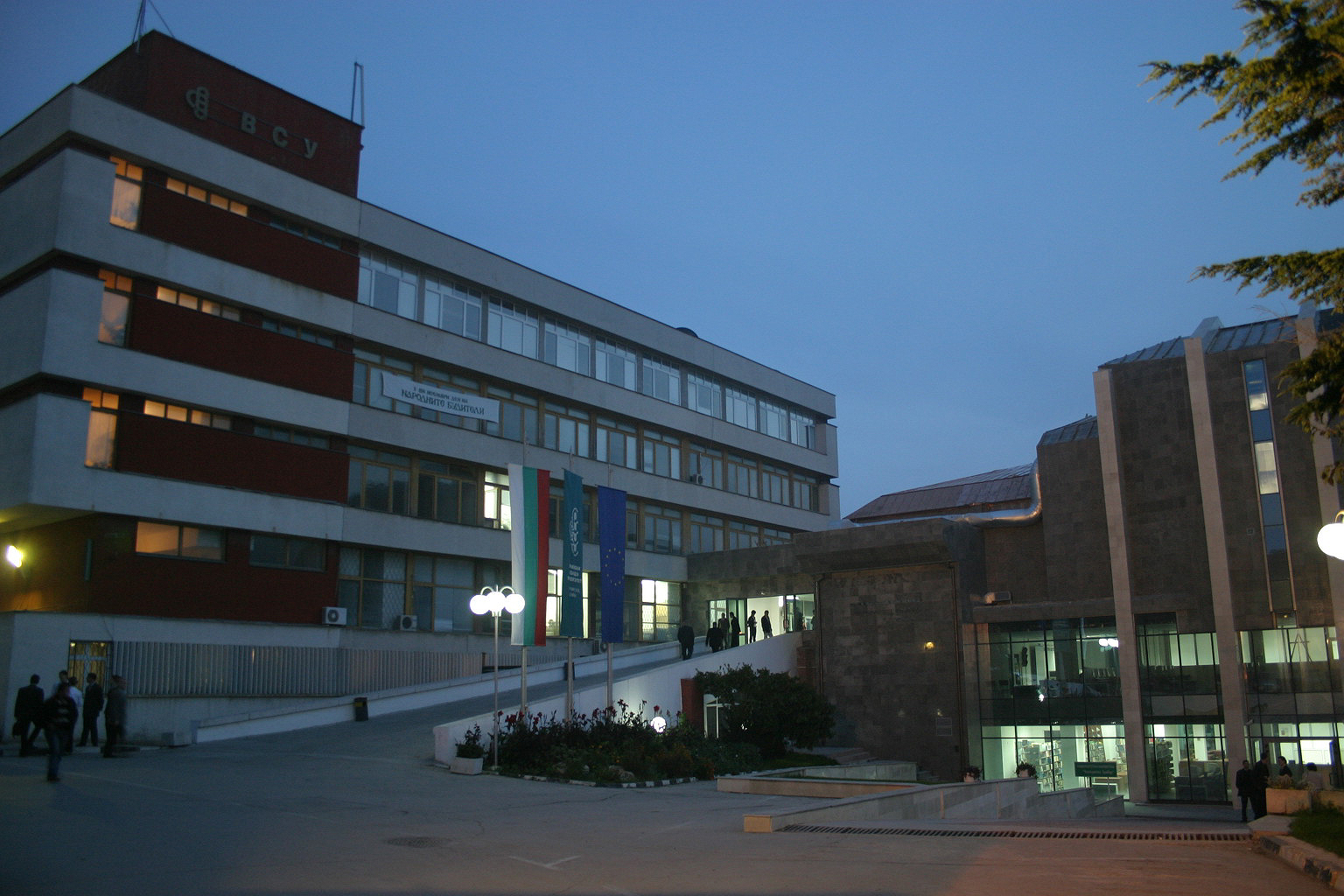

Варненський вільний університет Чорноризця Храбра (болг. Варненски свободен университет «Черноризец Храбър») — найбільший приватний університет в Болгарії, міститься у Варні (недалеко від курорту Золоті піски). Засновано 1991 р., а статус ВНЗ дістав у 1995.
Університет пропонує денну і заочну форми навчання за 35 спеціальностями в т.ч. «Господарське управління», «Соціальна діяльність», «Економіка», «Міжнародні економічні відносини», «Публічна адміністрація», «Політологія», «Міжнародні відносини», «Управління фірмової безпекою», «Будівництво будівель і споруд», «Мода», «Текстиль», «Журналістика», «Європеїстика» та ін.